# Karl-Heinz Stäcker
Karl-Heinz Stäcker (* 8. August 1931; † 17. September 2022 in Essen) war ein deutscher Medizinpsychologe und lehrte bis zu seiner Emeritierung als Professor am Universitätsklinikum Essen.

## Leben
Er studierte Psychologie bei Albert Wellek an der Johannes Gutenberg-Universität Mainz; 1964 promovierte er hier mit der Dissertation Ironie und Ironiker. Durch die geisteswissenschaftlich geprägte Psychologie bei Wellek hatte er Kontakt zu Welleks Mitarbeiter Theo Herrmann, der ihn nach dem Studium als Assistent an die Technische Universität Braunschweig und später an die Philipps-Universität Marburg mitnahm. In Marburg vertrat er zunächst die Klinische Psychologie und baute dort eine Studentenberatungsstelle auf.
1974 wurde er der erste Leiter des Instituts für Medizinische Psychologie an die Philipps-Universität Marburg berufe; ab 1977 bis 1996 war er der erste Inhaber des Lehrstuhls für Medizinische Psychologie am Universitätsklinikum der Gesamthochschule Essen.

## Werk
Während seines Studiums entwickelte er besonderes Interesse am Rorschach-Test, den er als hypothesengenerierendes Verfahren kennzeichnete; er hat dieses Interesse sein ganzes Leben hindurch bewahrt: Bis zum 90. Lebensjahr leitete er eine Rorschach-Gruppe, in der Psychologen aus dem Marburger Psychologischen Institut und Kliniker aus der Umgebung ihre diagnostischen Probleme mit konkreten Patienten diskutieren konnten. Der Titel seines Werks Die gehemmte Frau war eine Anlehnung an Harald Schultz-Henckes berühmtes Werk „Der gehemmte Mensch“. Das mit Ulrich Bartmann verfasste und in mehrere Sprachen übersetzte Buch Psychologie des Rauchens wurde bei dem Kreuzzug gegen den Qualm als Quellenwerk zitiert.
Auf Initiative der Föderation Deutscher Psychologenvereinigungen gründeten Karl-Heinz Stäcker 1970 und weitere sieben Mitglieder der DGfP und des BDP (Josefa Zoltobrocki, Klaus Eyferth, Joachim Franke, H. Franke, Carl Graf Hoyos, Gustav A. Lienert und Eberhard Zahn) in Nürnberg die Sektion „Ausbildung in Psychologie“ des BDP.
Er wurde als ein „Homme de lettre“, dem die treffende sprachliche Kommunikation stets höchstes Anliegen war, und als Bildungsbürger bezeichnet, der sich in Literatur, aber auch in der Musik und in der Kunst auskannte. Jahrelang unterhielt er ein privates Literaturquiz mit Amateuren und Literaturwissenschaftlern.

## Publikationen (Auswahl)
Monografien
- Mit Ulrich Bartmann; Reinholde Kriebel: Entwicklungspsychologie: Eine Einführung für Schüler (2., überarb. Aufl.). Fachbuchhandlung für Psychologie, Frankfurt am Main 1984, ISBN 978-3-88074-119-5.
- Die gehemmte Frau. Kohlhammer, Stuttgart 1981, ISBN 978-3-17-007101-8.
- Frustration. Kohlhammer, Stuttgart 1977, ISBN 978-3-17-001345-2.
- Mit Ulrich Bartmann: Psychologie des Rauchens. Quelle und Meyer, Heidelberg 1974, ISBN 978-3-494-00776-2.
  - (Spanische Ausgabe) Psicología del fumar.  Herder, Barcelona 1977, ISBN 84-254-0659-5.
  - (Niederländische Ausgäbe) De psychologie van het roken. Van Gorcum, Assen 1974, ISBN 90-232-1211-8.
- Mit Kurt H. Stapf; Theo Herrmann; Aiga Stapf: Psychologie des elterlichen Erziehungsstils: Komponenten der Bekräftigung in der Erziehung. Klett, Stuttgart 1972.
- Ironie und Ironiker. Universität Mainz, Dissertation Philosophische Fakultät 1964.

Zeitschriftenartikel/Buchbeiträge
- Mit Ann Schaefer; Gerhard Paar; Reinholde Kriebel: Psychotherapy Among HIV Patients: A Look at a Psychoimmunological Research Study After 20 Years: A Dialogue Between Contemporary Psychodynamic Psychotherapy and Cognitive Behavioral Therapy Perspectives. In: Christos Charis; Georgia Panayiotou (Hrsg.): Somatoform and Other Psychosomatic Disorders. Springer 2018.
- Mit Ann Schaefer; Gerhard Paar; Reinholde Kriebel: Erreicht Psychotherapie das Immunsystem von HIV-Patienten? In: Leidfaden, 2017, 6 (4), S. 6–9.
- Assoziationspsychologie. In: J. Ritter (Hrsg.): Historisches Wörterbuch der Philosophie (Bd. 1, Sp. 553). Schwabe Verlag, Basel 1971.